# Martin Cattalini
Martin Peter Cattalini  (nacido el 4 de octubre de 1973 en Fremantle, Australia) es un jugador de baloncesto australiano. Con 2.02 de estatura juega en el puesto de alero para los Perth Wildcats de la liga australiana. Con Australia ha disputado dos Juegos Olímpicos, en Sídney 2000 y en Atenas 2004.

## Equipos
- 1992-1995 Perth Wildcats
- 1995-2000 Adelaide 36ers
- 2000-2002 CB Sevilla
- 2002-2004 Adelaide 36ers
- 2004-2005 Joventut Badalona
- 2005-2009 Cairns Taipans
- 2009-**** Perth Wildcats